# Verebélÿ László (villamosmérnök)

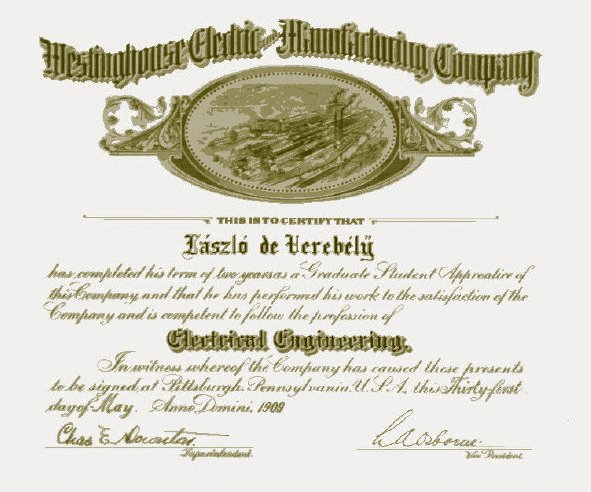
Verebélÿ László villamosmérnöki oklevele

Verebélyi Verebélÿ László (Budapest, 1883. augusztus 27. – Budapest, 1959. november 22.) az első európai okleveles villamosmérnök egyetemi tanár, az MTA tagja, Kossuth-díjas.

## Élete
Verebélÿ László (1841–1922) és Pscherer Ida (1854–1930) fiaként született. Iskolai évei egybeesnek a magyar elektrotechnika nagy korszakával, így nem véletlen, hogy a pesti kegyesrendi gimnázium után a mérnöki pályát választotta, és a királyi József Műegyetemen 1906-ban kitüntetéses gépészmérnöki oklevelet szerzett. Egyetemi évei után rövid nyelvgyakorlási időt töltött Németországban és Angliában, majd pályázat útján sikerült felvételt nyernie Pittsburghben a Westinghouse Electric and Manufacturing Co. gyárába. Itt két évig műhelygyakornokként, további két évig csoportvezetőként dolgozott. Részt vett a gyár által szervezett továbbképzésben. Ennek befejezése után 1909-ben vizsgát tett és villamosmérnöki oklevelet szerzett. Rövid ideig a gyár tervező osztályán dolgozott, majd visszatért Európába, és 1910/1911. tanévben a Karlsruhei Műszaki Egyetemen, Arnold professzor mellett volt tanársegéd. A tanítás mellett részt vett az akkor Európában első egyetemi szintű elektrotechnikai képzésben is. 1911-ben sokoldalú villamosmérnökként hazatért Magyarországra, és a Ganz Villamossági Rt. szolgálatába lépett próbatermi mérnökként. Rövidesen a próbaterem vezető helyettese lett, és a Ganz-gyárban hasznos ismeretet-, és gyakorlati tapasztalatot szerzett. Közben 1912. június 22-én Budapesten, a Józsefvárosban megnősült, feleségül vette Bókay Juditot (1893–1980), Bókay Árpád lányát. Kandó Kálmánnal is kapcsolatba került, aki akkor már Olaszországban, a Societa Italiana Westinghouse villamosmozdony-gyárat vezette. Kandó meghívta Olaszországba, és a gyár számítási és tervezési irodájának vezetésével bízta meg. Verebélÿ 1913-ban családjával Vado Liguerba költözött, és részt vett a két legsikeresebb Kandó mozdony a Giovi, vagy „cinquanta", illetve a gyorsvonati „trenta” tervezésében és gyártásának szervezésében.
Az olaszországi munkának az első világháború vetett véget. A Monarchia hadseregében két évi frontszolgálat után a hadvezetőség utasítására az AEG Union vasúti osztályán a hadsereg számára készülő mozdonyok tervezését és gyártását irányította. megtervezte az eisenerzi vasút fogaskerekű mozdonyait és megkezdte az Erzbergre vezető villamos üzemű drótkötélpálya tervezését.

## A háború után
A központi hatalmak világháborús veresége után a MÁV elnökének hívására hazatért és a MÁV Vonatvillamosítási Osztály vezetőjeként megkezdte a hazai vasútvillamosítás szervezését. Már 1919-ben felvázolta első tanulmányát, amelyben a vasútvillamosítás kérdését az országos energiagazdálkodás szempontjából vizsgálta. Az elképzelést végül 1923. évi tanulmányában öntötte végleges formába. Ebben Magyarország szénvagyonát alapul véve – döntően a Dunántúlra telepített – nyolc országos erőmű létesítésével számolt. A nyugati országrészt azért részesítette előnyben, mert Trianon ezt a területet kevésbé csonkította, a vasúthálózat egysége megmaradt, és az ipar nagyobb része is ide települt, valamint itt voltak a legkedvezőbb feltételek. A Dunától keletre építendő erőművek célja a Miskolc környéki iparvidék ellátása, és az Alföld villamos bázisának megteremtése volt. A tanulmány a borsodvidéki szénmedence kihasználására a miskolci, míg a gyöngyös-hatvani lignitmező felhasználására a Szolnok tájékán építendő két erőművel számolt. A két szénvagyont (évtizedek múlva) a Berentei, a régi és az új Mátrai Erőművek vették igénybe. Az esztergomi szénmedence a budapesti erőműveket, a tatabányai és dorogi bányák pedig a már működő helyi áramtermelőket látták el fűtőanyaggal. A mecseki szénmezőkre a Pécsújhegyi Erőmű épült. Verebélÿ a hat dunántúli erőmű közül a Várpalota környékére építendőt tartotta elsődlegesnek Ez is csak a második világháború után épült fel Inotán. A tervnek a hazai körökben nem akadtak támogatói.

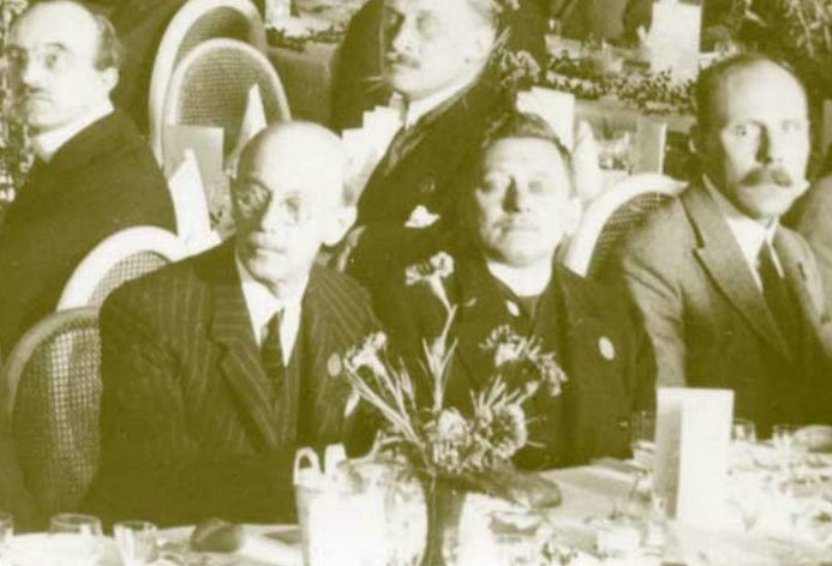
Kandó Kálmán, Vilczek Ernő, Verebélÿ László az Első Energia Világkonferencián

Az Első Energia Világkonferencián, 1924-ben Kandó és Verebélÿ ismertette a dunántúli villamosítási tervet. Első lépésként egy kb. 75 MW teljesítményű országos erőmű és a csatlakozó 150–200 km nyomvonalú, 100 kV feszültségű távvezeték építését, és a Budapest-Hegyeshalom vasútvonal villamosítását tartalmazta. Ez felkeltette az angol pénzügyi körök érdeklődését, és hosszú tárgyalások után 1926-ban megszületett az ajánlatuk, melynek egy részéért a brit államkincstár szavatolt. Az ajánlatot 1927-ben elfogadta Magyarország. A bonyolítására alakult a Magyar Dunántúli Villamossági Rt. Időközben kiderült, hogy Tatabánya körzetében egy eddig titkolt, jobb minőségű szénlelőhely található, ezért nem Inotán, hanem Bánhidán jelölték ki az erőmű helyét, amely rekord idő alatt – alig több, mint 900 nap – felépült és működésbe lépett. A siker jelentős része Verebélÿ érdeme.
Közben folytak a vasútvillamosítást előkészítő kísérletek is. Verebélÿ és Kandó nagyszerűen kiegészítették egymást. Kandó zseniális géptervező, ízig-vérig műszaki ember volt. Kerülte a konfliktusokat, nem volt harcos egyéniség, és nem foglalkozott hálózati létesítményekkel sem. Verebélÿ koncepcionális elme volt, az egészben gondolkozott és szívósan dolgozott a megvalósítás érdekében. Így Kandó azon elképzelése, hogy a vasutat az ipari frekvenciás villamosenergia-rendszerből kell táplálni, találkozott Verebélÿ villamos energiagazdálkodási terveivel. Kandó megtervezte, majd fejlesztési tapasztalatok alapján módosította a villamos mozdonyt, Verebélÿ megépítette a villamos vonalat, így a magyarországi vasútvillamosítás során egyenrangú társak voltak.

## Tudományos, oktatói tevékenysége
Verebélÿ sikerei csúcsán inkább az egyetemi katedrát választotta Zipernowsky Károly 1924. évi visszavonulása és évekig tartó huzavona után 1929. augusztus 21-én kinevezték nyilvános rendes egyetemi tanárnak és az Elektrotechnikai Tanszék (később Villamosművek Tanszék) vezetőjének. Itt teljesen új tantervet dolgozott ki. Zipernowsky gépgyártási tapasztalataira támaszkodva elsősorban villamos gépeket oktatott. Verebélÿ bevezette a vezetékek villamos és mechanikai számítását, szabadvezetékek és kábelek szerkezetével, kapcsoló-berendezésekkel, készülékekkel foglalkozott.
Az 1936/1937. tanévben a Gépész és Vegyészmérnöki kar dékánja, a következő évben pedig a Karon belül a Gépészmérnöki Osztály elnöke.
A háború után azonnal nekilát az oktatás újrakezdésének megszervezéséhez. 1945. április elején elkezdődnek az előadások, és nem volt kieső félév. Rövid ideig a Műegyetem rektora, ekkor sok politikai támadás éri. 1949-ben létrejött Villamosmérnöki Kar egyik első tanszékvezetője. Közben elkészítette „Villamos erőátvitel” című négykötetes munkáját.
Ápolta az elektrotechnika múltját, kutatta történelmét. 1930-ban felhívta a hazai, és nemzetközi közvélemény figyelmét Jedlik Ányos munkásságára. A nagy elődökről – Kandó, Bláthy, Zipernowsky – írt megemlékezései ma is példaértékűek.
A Magyar Elektrotechnikai Egyesületnek 1935–1938 között alelnöke, 1941-ig elnöke, majd társelnöke. Az MTA 1937-ben levelező tagjává választotta. 1949-ben tanácskozó taggá minősítették, majd ismét levelező tag lett.
1957-ben megalázó módon nyugdíjazták. Ezután már csak munkában lévő könyveinek kiadásán dolgozott 1959-ben bekövetkezett haláláig, melyet szívkoszorúér-rögösödés okozott. A Farkasréti temetőben helyezték örök nyugalomra 1959. november 26-án.

## Díjai, elismerései
- A Magyar Érdemrend középkeresztje (1936)
- Kandó emlékérem (1944)
- Kossuth-díj (1953)
- Életművéért Munka Érdemrendet kapott

## Emlékezete
- Angyalföldön technikum viseli a nevét.
- Emlékét őrzi a Verebélÿ László Vasúttörténeti Egyesület Közhasznú Szervezet.